# Битка на Стирлингшком мосту
Битка код Стерлинг Бриџа одиграла се 11. септембра 1297. године, на некадашње мосту на реци Форта, између шкотске и енглеске војске. Битка је део Шкотских ратова за независност, а завршена је победом Шкота и протеривањем Енглеза из Шкотске.

## Битка
После анексије 1296. године, у покореној Шкотској букнуо је устанак под витезом и националним херојем Вилијамом Воласом. Но, 9. јула 1297. године закључен је уговор о покорности шкотских племића енглеском краљу Едварду I коме се Волас није хтео покорити. Он се повукао на север и прикупио велику војску. Том војском повратио је све шкотске тврђаве северно од реке Форта и отпочео опсаду Дандија. Кад су се енглеске снаге појавиле под Вореном, Волас им је пошао у сусрет према Стерлинг Бриџу.
Шкоти су посели осматрачке положаје на обалама реке Форта, у близини Кембескенита по којој је битка код Стерлинга такође називана код појединих историчара. Енглези су ујутру, 11. септембра 1297. године, почели да прелазе преко дугог дрвеног моста код Стерлинга и када је око половине њихових снага прешло реку, Воласове снаге су их напале и уништиле, пре него што су успеле да се развију за борбу. Остатак Енглеза је запалио мост и панично побегао. Шкоти су прешли реку на газу, наставили гоњење и најзад протерали Енглезе из Шкотске.